# 2 Секстанта
2 Секстанта (лат. 2 Sextantis), HD 83425 — двойная звезда в созвездии Гидры на расстоянии приблизительно 322 световых лет (около 98,8 парсек) от Солнца. Видимая звёздная величина звезды — +4,674m.

## Характеристики
Первый компонент — оранжевый гигант спектрального класса K0, или K3III. Масса — около 2,453 солнечной, радиус — около 28,751 солнечного, светимость — около 243,179 солнечной. Эффективная температура — около 4171 K.
Второй компонент — коричневый карлик. Масса — около 35,59 юпитерианской. Удалён в среднем на 2,017 а.е..